# گلف در المپیک تابستانی ۲۰۲۴
گلف یکی از ورزش‌های المپیک تابستانی ۲۰۲۴ است که از ۱ تا ۱۰ اوت برگزار شده است.
این مسابقات در دو بخش مردان و زنان انجام شده.

## تقویم مسابقات
| R1 | مرحله ۱ | R2 | مرحله ۲ | R3 | مرحله ۳ | FR | مرحله نهایی |

| رویداد ↓ / تاریخ → | Thu 1 | Fri 2 | Sat 3 | Sun 4 | Wed 7 | Thu 8 | Fri 9 | Sat 10 |
| ------------------ | ----- | ----- | ----- | ----- | ----- | ----- | ----- | ------ |
| انفرادی مردان      | R1    | R2    | R3    | FR    |       |       |       |        |
| انفرادی زنان       |       |       |       |       | R1    | R2    | R3    | FR     |

## نتایج

### جدول مدال‌ها
*   کشور میزبان (فرانسه)
| رتبه          | NOC                 | طلا | نقره | برنز | مجموع |
| ------------- | ------------------- | --- | ---- | ---- | ----- |
| ۱             | ایالات متحده آمریکا | ۱   | ۰    | ۰    | ۱     |
| ۱             | نیوزیلند            | ۱   | ۰    | ۰    | ۱     |
| ۳             | آلمان               | ۰   | ۱    | ۰    | ۱     |
| ۳             | بریتانیای کبیر      | ۰   | ۱    | ۰    | ۱     |
| ۵             | چین                 | ۰   | ۰    | ۱    | ۱     |
| ۵             | ژاپن                | ۰   | ۰    | ۱    | ۱     |
| مجموع (۶ NOC) | مجموع (۶ NOC)       | ۲   | ۲    | ۲    | ۶     |

### مدال‌آوران
| رویداد        | طلا                              | نقره                          | برنز                   |
| انفرادی مردان | اسکاتی شفر · ایالات متحده آمریکا | تامی فلیتوود · بریتانیای کبیر | هیدکی ماتسویاما · ژاپن |
| انفرادی زنان  | لیدیا کو · نیوزیلند              | استر هنزلایت · آلمان          | لین شی‌یو · چین         |

## کشورهای شرکت‌کننده
- آرژانتین (۲)
- استرالیا (۴)
- اتریش (۳)
- بلژیک (۳)
- کانادا (۴)
- شیلی (۲)
- چین (۴)
- کلمبیا (۳)
- جمهوری چک (۲)
- دانمارک (۴)
- فنلاند (۳)
- فرانسه (۴)
- آلمان (۴)
- بریتانیای کبیر (۴)
- هند (۴)
- ایرلند (۴)
- ایتالیا (۳)
- ژاپن (۴)
- مالزی (۲)
- مکزیک (۴)
- مراکش (۱)
- هلند (۳)
- نیوزیلند (۴)
- نروژ (۴)
- فیلیپین (۲)
- لهستان (۱)
- پورتوریکو (۱)
- سنگاپور (۱)
- اسلوونی (۲)
- آفریقای جنوبی (۴)
- کره جنوبی (۵)
- اسپانیا (۴)
- سوئد (۴)
- سوئیس (۲)
- چین تایپه (۴)
- تایلند (۴)
- ایالات متحده آمریکا (۷)